# Алентьєва Клавдія Олександрівна
Клавдія Олександрівна Алентьєва (1910 — ?) — радянська партійна діячка, секретар Ворошиловградського обласного комітету КП(б)У, заступник голови Ворошиловградського облвиконкому.

## Біографія
З серпня 1934 року — директор Макіївського міського піонерського клубу (міського Будинку піонерів) Донецької області.
Член ВКП(б).
Перебувала на відповідальній партійній роботі.
У березні 1948 — грудні 1949 року — секретар Ворошиловградського обласного комітету КП(б)У з пропаганди та агітації.
На 1951—1958 роки — заступник голови виконавчого комітету Ворошиловградської обласної ради депутатів трудящих.
На 1958 — 19 січня 1963 року — начальник управління культури виконавчого комітету Луганської обласної ради депутатів трудящих.
19 січня 1963 — грудень 1964 року — начальник управління культури виконавчого комітету Луганської сільської обласної ради депутатів трудящих.
Подальша доля невідома. На січень 1986 року — персональний пенсіонер союзного значення в місті Ворошиловграді (Луганську).

## Нагороди
- орден Трудового Червоного Прапора (7.03.1960)
- орден «Знак Пошани» (26.02.1958)
- медалі